# 土岐嘉平

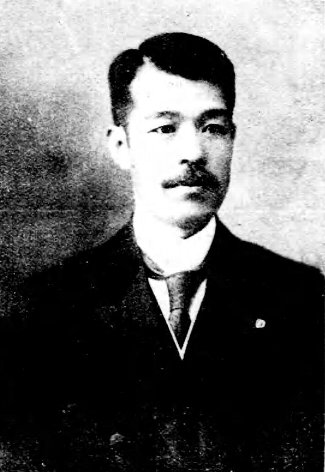
土岐嘉平

土岐 嘉平（とき かへい、1875年（明治8年）2月16日 - 1946年（明治21年）3月22日）は、日本の内務官僚・政治家。府県知事、北海道庁長官、京都市長。

## 経歴
和歌山県那賀郡、のちの山崎村（岩出町を経て現岩出市）出身。土岐綱右衛門の二男として生まれる。第三高等学校を経て、1901年、東京帝国大学法科大学政治学科を優等で卒業し、銀時計を授与された。
1901年11月、文官高等試験行政科試験に合格。内務省に入り土木局に配属された。以後、山梨県参事官、内務省書記官、同参事官、大阪府内務部長などを歴任。
1914年6月、高知県知事に就任。地元の利害に直結する市町村の土木補助費問題に関して、県議会での調整に尽力した。その後、石川県知事、関東庁事務総長、大阪府知事を経て、1923年9月、北海道庁長官に就任。1925年9月まで在任し退官した。
1927年12月13日、京都市長に就任し、1931年12月12日まで務めた。この間、京都市中央卸商市場の開設や、市バスの運行開始、京都大博覧会の開催などを推進した。1946年3月22日死去。享年71。

## 栄典
- 従六位勲六等[13]
- 高等官四等[13] - 1909年

## 親族
- 養子 土岐銀次郎（内務官僚）

## 著作
- 土岐嘉平 (述)『財政学』東京法学院大学〈36年度3年級講義録〉、1902年 (明治35年) エラー: 日付が正しく記入されていません。（説明）。 NCID BA30687676。
- 「欧米道路行政について」『国家学会雑誌 = The journal of the Association of Political and Social Sciences』第22巻8 (258)、東京大学大学院法学政治学研究科、1908年8月1日、1001-1022頁、2018年10月27日閲覧。[注釈 1]
- 『地方改良講演集』、博文館。
  - 「土木行政の要綱」、博文館、1911年 (明治44年3月) エラー: 日付が正しく記入されていません。（説明）、doi:10.11501/900466、NCID BB25603652。[注釈 1] - 土岐内務書記官講演
  - 「産業組合の活動」、1911年 (復刻版・第2回・第3回上、415頁)[14]
  - 「土木事務に関する注意事項」、1913年 (復刻版・第6回大正2年版)[14]
  - 「貿易品と陳列館」、1913年 (復刻版・第6回大正2年版)[14]
- 「12 無題 関東庁事務総長 土岐嘉平君」『開業二十年記念論文集』天野弘一 (編)、天野弘一、東京、1923年 (大正12年 エラー: 日付が正しく記入されていません。（説明）、65頁。
- 『京都維新史蹟』土岐嘉平、京都、1928年。
  - 『京都維新史蹟』京都市教育会（3版）、土岐嘉平、1929年。 NCID BA76067181。
- 『京都市有財産表』土岐嘉平、1928年。 NCID BB19647405。
- 「拓殖事業の功労者・前北海道庁長官」『栗林五朔翁追憶録』、蕙堂会、室蘭、1940年 (昭和15) エラー: 日付が正しく記入されていません。（説明）、49-51頁、doi:10.11501/1056874。[注釈 1]

### 校閲
- 『国民必携法規類集 前編』小林幸吉 (編)、土岐嘉平、木下佐太郎 (校閲)、普及堂、1901年 (明治34年) エラー: 日付が正しく記入されていません。（説明）。doi:10.11501/1087374。
- 『法規類集 : 国民必携』松本卯一郎 (編)、土岐嘉平、木下佐太郎 (校閲)、普及堂、東京、1903年。 NCID BA42804551。

### 関連資料
- 山崎 順平『和歌山縣紳士名鑑』那賀郡紳士名鑑編纂所、1924年。 NCID BA65186418。
- 「濟生会紀事/ 山崎喜一郎 ; 徳川家達 ; 土岐嘉平 ; 佐柳藤太 ; 山本厚三 ; 森正則」『済生 : The newsletter of Social Welfare Organization Saiseikai Imperial Gift Foundation, Inc』、恩賜財団済生会、1924年8月、53-64頁、ISSN 1343-571X。
- 小畑芳太郎「トの部」『土岐嘉平氏/12盾の半面』小畑芳太郎、1928年 (昭和3年) エラー: 日付が正しく記入されていません。（説明）。doi:10.11501/1029667。[注釈 1]
- 「本会京都府病院開院式 / 徳川家達 ; 望月圭介 ; 土岐嘉平 ; 並川榮慶 ; 大澤德太郞」『済生 : The newsletter of Social Welfare Organization Saiseikai Imperial Gift Foundation, Inc』、恩賜財団済生会、1929年8月、45-47頁、2018年10月27日閲覧。[注釈 1]
- 『明惠上人奉讃会趣意書及会則』明恵上人奉讃会、京都、1930年。 - 明恵上人奉讃会会長: 侯爵 大久保利武、副会長: 土岐嘉平 (注記 : 七百回忌法会)
- 「二　京都市長土岐嘉平氏」『川島家と其事業』川島甚兵衛 (編)、川島甚兵衛、1931 (昭和6年) エラー: 日付が正しく記入されていません。（説明）、81頁。doi:10.11501/1187274。[注釈 1]
- 「巻頭 山陽先生絶筆日本政記論文草稿 (影版)  祝辞」『斯文 = The shibun』第13巻第7号、斯文会、東京、1931年7月、8頁、ISSN 0286-8628、NCID AN0037399X。[注釈 1]
- 「元北海道庁長官元京都市長 土岐嘉平閣下御題字」『南葵謡曲沿革史』上巻、林紅渓 (編)、林善一、1933年 (昭和8年) エラー: 日付が正しく記入されていません。（説明）。doi:10.11501/1213015。[注釈 1]
- 「第26回評議員会」『済生 : The newsletter of Social Welfare Organization Saiseikai Imperial Gift Foundation, Inc』、恩賜財団済生会、1933年7月。
- 「土岐嘉平氏」『先輩言行録』、紀州公論社、東京、1935年 (昭和10年) エラー: 日付が正しく記入されていません。（説明）、204-206頁、doi:10.11501/1026571、NCID BN08639942。 - 『紀州人大観』第1輯に再録。

### 官報
- 「敍任及辞令 / 土岐嘉平等 (内務省)  内務大臣官房地理課兼務を命ず (内務書記官)」『官報』1904年12月28日、855頁。 コマ番号 12/34
- 「敍任及辞令 / 土岐嘉平等 (内務省)  東京市区改正委員会幹事仰せつかる (内務書記官)」『官報』1908年3月25日、615頁。 コマ番号 4/23
- 「敍任及辞令 / 土岐嘉平等 (内閣) 　港湾調査会幹事仰せつかる」『官報』1908年4月10日、199頁。 コマ番号 10/26

–「敍任及辞令 / 土岐嘉平等 (内閣) 　港湾調査会幹事被免」『官報』1911年5月31日、724頁。 コマ番号 3/18
–「敍任及辞令 / 土岐嘉平等(内務省) 港湾調査会幹事仰せつかる (内務書記官)」『官報』1912年4月25日、768頁。 コマ番号 5/22
- 「敍任及辞令 / 土岐嘉平等 (内務省) 　四級俸下賜 (内務書記官)」『官報』1908年10月5日、96頁。 コマ番号 3/15
- 「敍任及辞令 / 土岐嘉平等 (内務省) 大臣官房会計課兼務を命ず (1月13日) (内務書記官)」『官報』1909年1月15日、240頁。 コマ番号 3/18
- 「授爵・敍任及辞令 / 土岐嘉平等(内閣) 明治42年11月22日—陞叙高等官四等 内務書記官従六位勲六等」『官報』1909年11月24日、540頁。 コマ番号 7/17上段
- 「授爵・敍任及辞令 / 土岐嘉平等 (内閣) 　三級俸下賜 (内務書記官)」『官報』1909年11月24日、540頁。 コマ番号 7/17下段
- 「敍任及辞令 / 土岐嘉平等 (内務省) 　二級俸下賜 (3月6日) (内務書記官)」『官報』1911年3月7日、149頁。 コマ番号 4/22
- 「授爵・敍任及辞令 / 土岐嘉平等 (内務省) 一級俸下賜 (内務書記官)」『官報』1912年3月9日、195頁。 コマ番号